# Ma Normandie
Ma Normandie est une célèbre chanson française. Elle est devenue l'hymne officieux de la Normandie et l'hymne national du bailliage de Jersey, dans les îles Anglo-Normandes.
Elle est souvent évoquée en France sous le nom de J'irai revoir ma Normandie, mots qui figurent dans cette chanson.
Sa célébrité a largement dépassé celle de son auteur Frédéric Bérat.

## Histoire
C'est en 1836 que ce chant fut écrit et mis en musique par le goguettier, compositeur et chansonnier Frédéric Bérat sur le bateau qui le menait de Sainte-Adresse à Rouen, sa ville natale. Ma Normandie fut lancé à Paris dans la célèbre goguette de la Lice chansonnière. Trente ans plus tard il est déjà dit à propos de cette chanson qu'on en « a tiré plus d'un million d'exemplaires, et qu'on (la) réimprime encore tous les jours ».

## Usage
Ma Normandie est aujourd'hui et depuis longtemps largement utilisé de façon non officielle comme chant régional de la Normandie.
Ma Normandie est l'hymne officiel du bailliage de Jersey. Cette île fait historiquement partie du duché de Normandie. Le français y a été depuis des siècles la langue administrative officielle, les habitants parlant une variété de dialecte normand : le jersiais.
Ma Normandie est officiellement utilisée par Jersey lors des Jeux du Commonwealth, des Jeux des Îles et autres manifestations internationales où il est nécessaire de se distinguer pour les territoires qui autrement utilisent le God Save the Queen. Le groupe de musiciens de Jersey, les Badlabecques, interprètent régulièrement cet hymne lors de leurs concerts sur leur île Anglo-Normande.
Si "Ma Normandie" de Frédéric Bérat a été adoptée comme hymne patriotique par les habitants de l’île de Jersey, ces derniers écrivirent un texte en jersiais sur l’air de "Ma Normandie", une sorte d’hymne local intitulé "Man Bieau P’tit Jèrri" (Mon beau petit Jersey). Une version en langue anglaise existe également "Beautiful Jersey".
En 2008, le musicien jersiais Gérard Le Feuvre a créé une nouvelle chanson intitulée en anglais "Island Home" et en jersiais "Isle de Siez Nous". Le 28 avril 2008, lors d'un concours pour la création d'un nouvel hymne pour Jersey, organisé à l'opéra de Jersey, les membres du jury ont choisi, à la majorité simple, la chanson de Gérard Le Feuvre. Néanmoins ce choix ne fait pas l'unanimité dans la population de l'île. De nombreux habitants de Jersey lui préfèrent l'hymne traditionnel de "Ma Normandie" qui témoigne davantage des racines normandes de la population.

## Paroles
Paroles de Ma Normandie en français et en normand ainsi que Mon beau petit Jersey en version jersiaise.
| Ma Normandie Quand tout renaît à l'espérance, Et que l'hiver fuit loin de nous, Sous le beau ciel de notre France, Quand le soleil revient plus doux, Quand la nature est reverdie, Quand l'hirondelle est de retour, J'aime à revoir ma Normandie, C'est le pays qui m'a donné le jour. J'ai vu les lacs de l'Helvétie Et ses chalets et ses glaciers, J'ai vu le ciel de l'Italie, Et Venise et ses gondoliers. En saluant chaque patrie, Je me disais : « Aucun séjour N'est plus beau que ma Normandie, C'est le pays qui m'a donné le jour. » Il est un âge dans la vie, Où chaque rêve doit finir, Un âge où l'âme recueillie A besoin de se souvenir. Lorsque ma muse refroidie Aura fini, ses chants d'amour, J'irai revoir ma Normandie, C'est le pays qui m'a donné le jour. | Ma Normaundie Quaund no ratouorne à l’espéraunche, et que la freid est louen de nouos. Pis qu’no reveî des biaos Daimmaunches, et que l’solé revyint pllus doux. Quaund le r’nouvé est raccachi, joaunats, promioles, hérondes itou, J’îme cha d’arveî ma Normaundie, ch’est lyi l’pays qui m’a bailli eul jou. J’i veu les cllos eud l’Helvétie, et touôte la nyige ammonchellaée. Guettyi eul cyil eud l’Italie, et Venise et ses biaos batés. De touos pays d’exçaès joulyis, mei vo preachyi qu’aôqueuns in’tou, N’est pu biao que ma Normaundie, ch’est lyi l’pays qui m’a bailli eul jou. Vyint le temps de la souovenanche, ou touôte histouêre deit finin. Le temps ou touôte tête bllanche a besouen de se souvenin. Quaund je m’érai byin ébraillyi, dégoublinaé praêt au retou J’érai arveî ma Normaundie, ch’est lyi l’pays qui m’a bailli eul jou. | Man Bieau P’tit Jèrri Y’a un coin d’terre que j’aime, que j’n’oubliéthai janmais Dans mes pensées tréjous preunmyi Car jé n’vai rein à compather à ses bieautés Dans touos mes viages à l’êtrangi. Jèrri, man paradis, pus belle taque souos l’solé Qué j’aime la paix dé chu Jèrri ! L’amour lé veurt, j’ai si envie dé m’en r’aller Èrvaie man chièr pétit pays. Man bieau p’tit Jèrri, la reine des îles Lieu dé ma naissance, tu m’pâsses bein près du tchœu ; Ô, tchi doux souv’nîn du bouon temps qu’j’ai ieu Quand j’pense a Jèrri, la reine des îles ! Jé connais touos tes charmes ; et combein qu’j’en ai joui Auve eun-é chiéthe anmie, aut’ fais ! Quand méme qué pouor a ch’t heu jé n sais pon tout près d’lyi, N’y’ a rein qu’Jèrri dans mes pensées. Et pis, comme tout bouon Jèrriais, dans l’fond d’man tchœu J’ai grand envie dé m’en r’aller Dans l’île tchi m’a donné tant d’amour et d’bonheu, Èrvaie ma chiéthe et man siez-mé. (Le "th", particularisme du normand parlé à Jersey, s'apparente au "r") |

## Reprises
Dans Le Monocle rit jaune de Georges Lautner (1964), la chanson est interprétée par Paul Meurisse, Robert Dalban et Marcel Dalio, au théâtre national de Hongkong. Marcel Dalio la reprend dans Les Aventures de Rabbi Jacob. Il tient dans les deux films le rôle d'un personnage juif (respectivement Elie Mayerevsky et Rabbi Jacob). 
Elle est également chantée par Babette, exilée au Danemark dans Le Festin de Babette de Gabriel Axel (1987).
Les Charlots ont créé un pastiche rebaptisé J'irai revoir la Normandie où le narrateur est un Allemand, faisant référence aux épisodes de la Seconde Guerre mondiale. On peut voir également une référence dans le titre de Gérard Blanchard, Elle voulait revoir sa Normandie.
Le groupe Magène propose une version intimiste de cette chanson dans son CD Veillie Normaunde.